# Abbott Payson Usher
Abbott Payson Usher (* 1883; † 1965) war ein US-amerikanischer Historiker und Ökonom, der sich insbesondere um die Technikgeschichte verdient gemacht hat.
1933 wurde Usher in die American Academy of Arts and Sciences gewählt. 1963 wurde er mit der Leonardo-da-Vinci-Medaille ausgezeichnet, einem renommierten Preis für Technikgeschichte der von Melvin Kranzberg gegründeten Society for the History of Technology (SHOT).
Zu seinen wichtigsten Werken zählt: 
- Abbott Payson Usher (1929). A History of Mechanical Inventions. (New York, NY: McGraw-Hill, 401 p.)